# Карбид вольфрама
Карбид вольфрама (монокарбид вольфрама) — химическое соединение углерода и вольфрама с формулой WC. Представляет собой фазу внедрения, которая содержит 6,1 % С (по массе) и не имеет области гомогенности. Имеет высокую твёрдость (9 по шкале Мооса) и износостойкость.

## Получение
Карбид вольфрама можно получить одним из следующих способов.
Непосредственным насыщением вольфрама углеродом
В основе процесса получения карбида вольфрама лежит прямая реакция:
{\displaystyle {\mathsf {W+C\rightarrow WC}}}
Образование WC происходит с образованием на поверхности частиц вольфрама монокарбида вольфрама, из которого внутрь частицы диффундирует углерод и образует ниже лежащий слой состава W2C.
При получении WC используют порошок вольфрама, восстановленный из его оксида, и сажу. Взятые в необходимом соотношении порошкообразные вещества смешивают, брикетируют или насыпают с утрамбовкой в графитовые контейнеры и помещают в печь. Для защиты порошка от окисления процесс синтеза ведут в среде водорода, который, взаимодействуя с углеродом при температуре от 1300 °C, образует ацетилен. Образование карбида вольфрама идёт в основном через газовую фазу за счёт углерода, содержащегося в газах. Протекают следующие реакции карбидизации:
{\displaystyle {\mathsf {2C+H_{2}\rightarrow C_{2}H_{2}}}}
{\displaystyle {\mathsf {2W+C_{2}H_{2}\rightarrow 2WC+H_{2}}}}
При наличии в среде оксида углерода процесс идёт по реакции
{\displaystyle {\mathsf {C+CO_{2}\rightarrow 2CO}}}
{\displaystyle {\mathsf {2CO+W\rightarrow WC+CO_{2}}}}
Обычно процесс получения карбида вольфрама ведут при температуре 1300−1350 °C для мелкозернистых порошков вольфрама и 1600 °C для крупнозернистых, а время выдержки составляет от 1 до 2 часов. Полученные слегка спёкшиеся блоки карбида вольфрама измельчают и просеивают через сита.
Восстановлением оксида вольфрама углеродом с последующей карбидизацией
Этот метод в отличие от вышеописанного совмещает процесс восстановления и карбидизации вольфрама, при этом в шихту добавляют недостающее количество сажи для образования карбида. Восстановление оксида вольфрама WO3 происходит через газовую фазу в среде CO и водорода.
Восстановлением соединений вольфрама с последующей карбидизацией
Ещё одним способом получения карбида вольфрама является нагрев смеси вольфрамовой кислоты, вольфрамового ангидрида (WO3) или паравольфрамата аммония ((NH4)10·[H2W12O42]·xH2O) в среде водорода и метана при температуре 850−1000 °C.
Осаждением из газовой фазы
Получение карбида вольфрама из газовой фазы основано на разложении карбонила вольфрама при температуре 1000 °C.
Электролизом расплавленных солей
Электролиз смеси расплавленных бората натрия, карбоната натрия, фторида лития и вольфрамового ангидрида позволяет получить карбид вольфрама.
Монокристаллы карбида вольфрама
Монокристаллы WC могут быть получены выращиванием из расплава. Для этого смесь составом Co−40 %WC плавят в тигле из оксида алюминия при температуре 1600 °C и после гомогенизации расплава температуру снижают до 1500 °C со скоростью 1−3 °C/мин и выдерживают при этой температуре в течение 12 часов. После чего образец охлаждают и растворяют кобальтовую матрицу в кипящей соляной кислоте. Также может быть использован метод Чохральского для выращивания больших монокристаллов (до 1 см).

## Физические свойства
Карбид вольфрама представляет собой порошок серого цвета. Имеет две кристаллографические модификации: α-WC с гексагональной решёткой (периоды решётки a = 0,2906 нм, c = 0,2839 нм), пространственная группа P6m2 и β-WC с кубической гранецентрированной решёткой (a = 0,4220 нм), пространственная группа Fm3m, которая устойчива свыше 2525 °C. При этом в интервале температур 2525−2755 °C существуют обе фазы. Фаза α-WC не имеет области гомогенности, поэтому отклонение от стехиометрического состава приводит к появлению W2C или графита. При нагреве выше 2755 °C α-WC разлагается, образуя углерод и фазу β-WC. Фаза β-WC описывается формулой β-WC1−x, где (0 ⩽ x ⩽ 0,41) и имеет широкую область гомогенности, которая с понижением температуры уменьшается.
Обычно карбид вольфрама считается хрупким соединением, однако обнаружено, что под нагрузкой он проявляет пластические свойства, которые проявляются в виде полос скольжения.
Кристаллы карбида вольфрама имеют анизотропию твёрдости в различных кристаллографических плоскостях. В зависимости от ориентации минимальное значение микротвёрдости составляет 13 ГПа, а максимальное — 22 ГПа.
- Твёрдость по Роквеллу 92−94 HRA[6]
- Модуль упругости 710 ГПа
- Стандартная энтропия 8,5 ± 1,5 кал/(моль·°C)
- Энтропия образования из элементов −0,31 кал/(моль·°C)
- Коэффициент линейного теплового расширения 3,84−3,9·10−6 1/K
- Характеристическая температура (температура Дебая) 493 K
- Удельное электрическое сопротивление 19,2 ± 0,3 мкОм·см при 20 °C
- Удельная электропроводность 52200 Ом−1·см−1
- Термический коэффициент электросопротивления +0,495·10−3 1/K при 20−1500 °C
- Коэффициент термо-ЭДС −23,3 мкВ/K
- Работа выхода 3,6 эВ
- Постоянная Ричардсона 2,7 А/(см2·K2)
- Постоянная Холла (−21,8 ± 0,3)·104 см3/Kл
- Коэффициент электронной теплоёмкости 0,79 мДж/(моль·K2)[7]

## Химические свойства
Карбид вольфрама является химически стойким соединением при комнатной температуре по отношению к серной, соляной, ортофосфорной, хлорной, щавелевой кислотам и смесям серной и фосфорной, серной и щавелевой кислот. Не растворяется в 10 % и 20 % растворах гидроксида натрия. Растворяется в кипящих серной, соляной, азотной, хлорной кислотах и в смесях серной и ортофосфорной, серной и азотной кислот.
При комнатной температуре хорошо растворяется в азотной кислоте и в царской водке по реакциям
{\displaystyle {\ce {WC + 10 HNO3 ->[\tau] WO3 v + CO2 ^ + 10 NO2 ^ + 5 H2O}}}
{\displaystyle {\ce {WC + 4 HCl + 10 HNO3 -> H2[WCl4O2] + 10 NO2 ^ + 6 H2O + CO2 ^}}}
Также растворяется в смеси азотной и плавиковой кислот.
Значительное окисление карбида вольфрама на воздухе начинается при 500−700 °C, а выше 800 °C полностью окисляется в связи с большой летучестью окисла вольфрама. Окисление вольфрама идёт по реакции
{\displaystyle {\ce {WC + 2 O2 -> WO3 + CO}}}
По этой же реакции карбид вольфрама горит в жидком кислороде, аналогично горит и алмаз.

## Применение

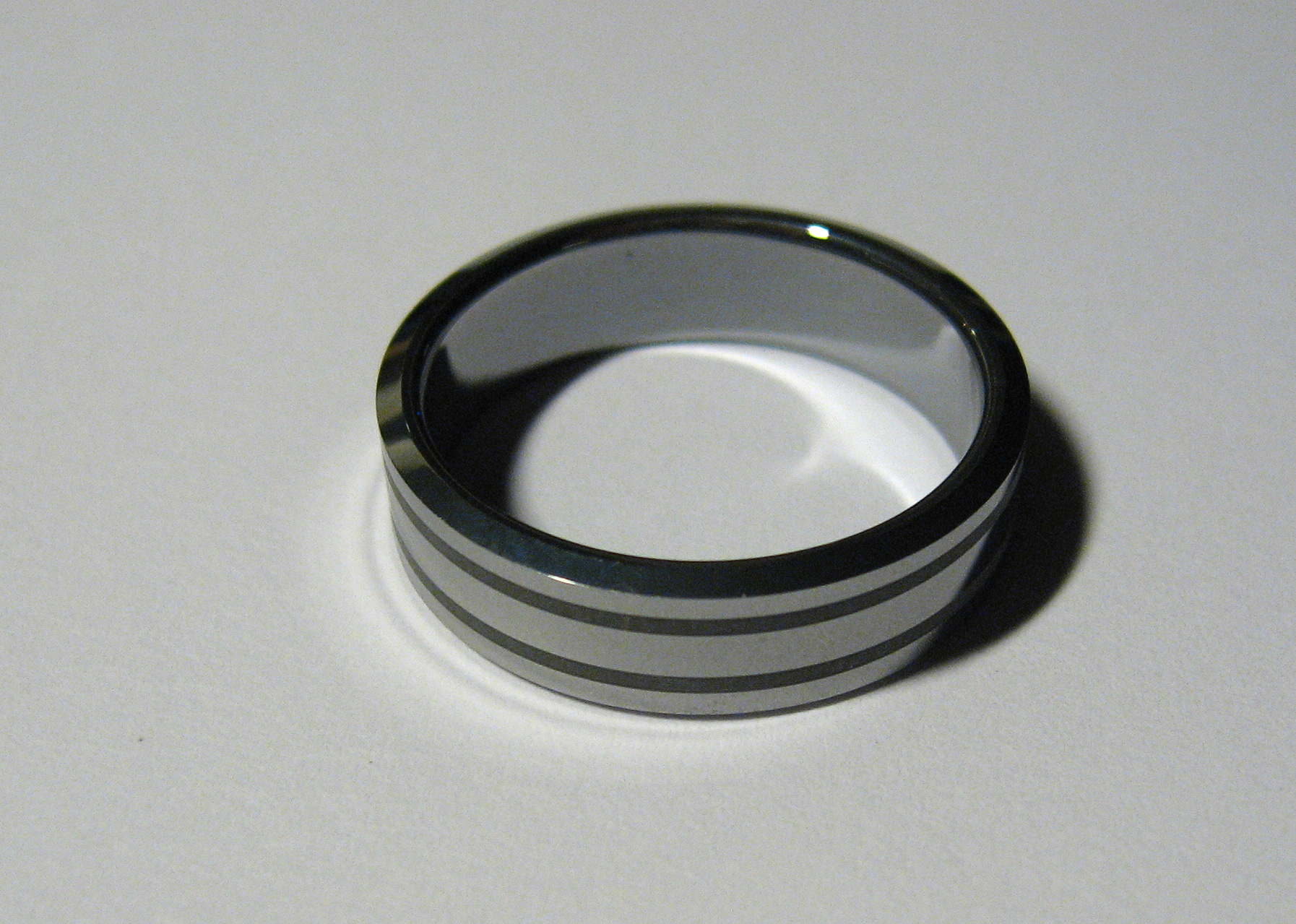
Кольцо (ювелирное украшение) из карбида вольфрама с гладкой шлифованной поверхностью

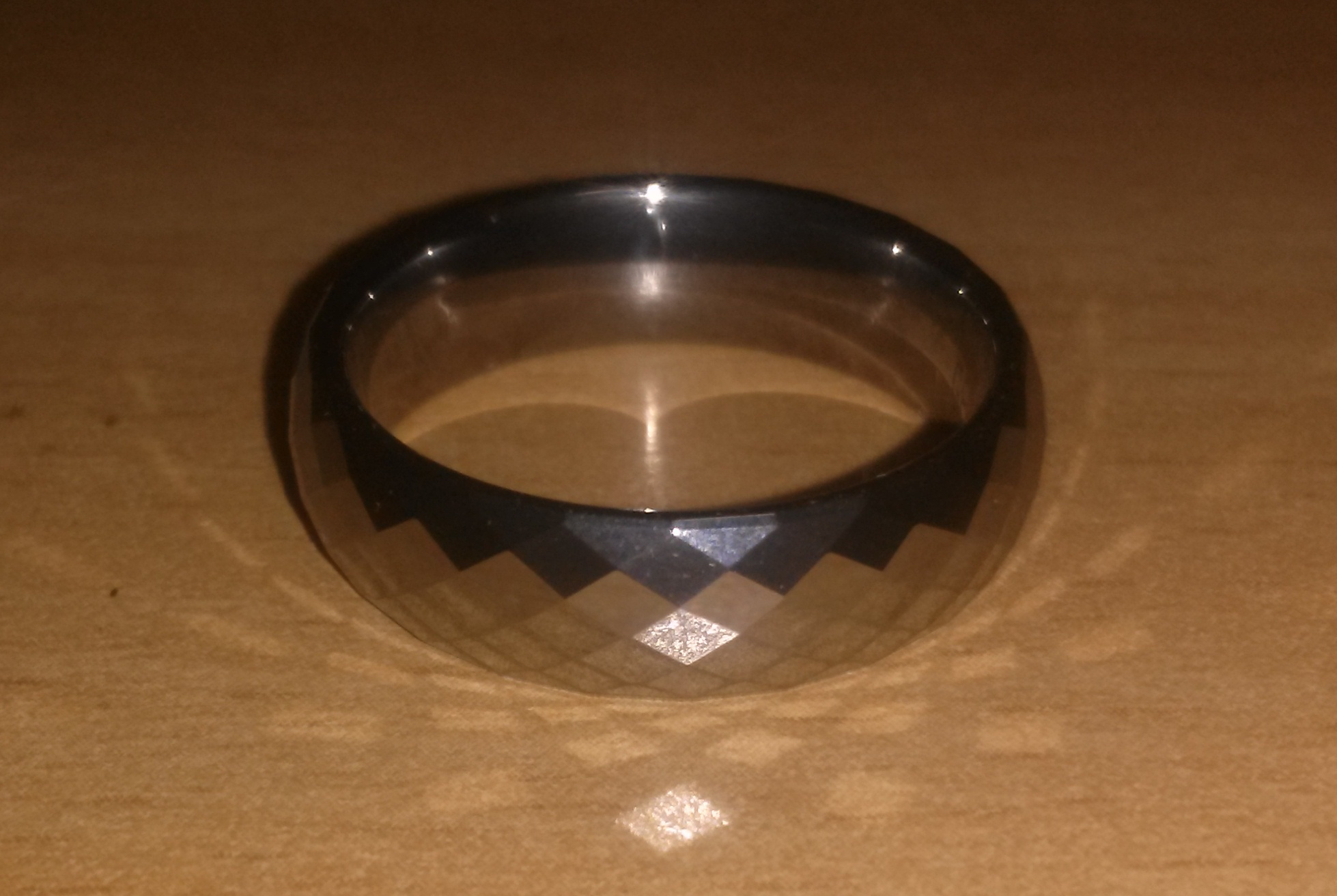
Кольцо (ювелирное украшение) из карбида вольфрама с огранкой

Карбид вольфрама активно применяется в технике для изготовления инструментов, требующих высокой твёрдости и коррозионной стойкости, а также для износостойкой наплавки деталей, работающих в условиях интенсивного абразивного изнашивания с умеренными ударными нагрузками. 
Материал находит применение в изготовлении различных резцов, абразивных дисков, свёрл, фрез, долот для бурения и другого режущего инструмента. Твёрдый сплав, известный в СССР как «победит», на 90 % состоит из карбида вольфрама.
Активно применяется в газотермическом напылении и наплавке в виде порошкового материала для создания износостойких покрытий. 
Так, рэлит, представляющий собой эвтектику WC−W2C, используется для наплавки на буровой инструмент и на другие изделия, подвергаемые абразивному износу. Один из основных материалов, использующихся для замены гальванического хромирования методом высокоскоростного газопламенного напыления.

### В качестве материала бронебойных сердечников

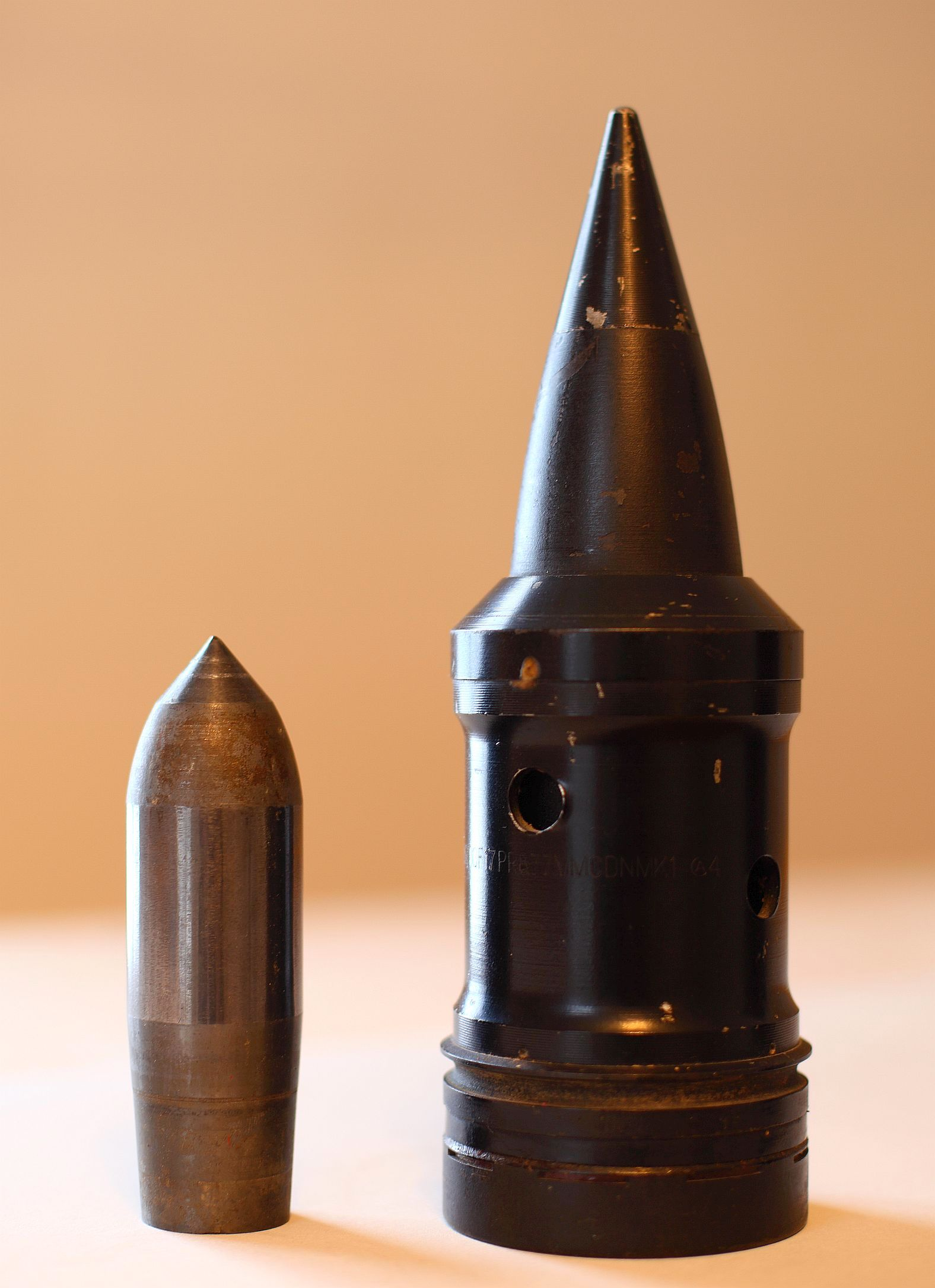
Бронебойный подкалиберный снаряд с отделяемым поддоном к британской пушке 76,2 мм Второй мировой войны и его твердосплавный (WC) сердечник

Особо следует выделить использование карбида вольфрама для изготовления бронебойных сердечников пуль и снарядов. Начало широкого применения твердосплавных (основа WC на кобальтовой связке, типов РЭ-6 (7,62-мм патрон с пулей БС-40), ВК6, ВК8 и аналогичных) бронебойных сердечников для замены выполненных из закалённой стали приходится на 1940-е годы и было связано с настоятельной необходимостью повышения эффективности бронепробивного действия боеприпасов в существующих калибрах стрелкового и артиллерийского вооружения, вызванной быстрым наращиванием защиты практически всех видов вооружения наземной техники. 
Наиболее широко такие боеприпасы в калибрах стрелкового оружия и малокалиберной артиллерии применялись вооружёнными силами Германии - 7,92-мм патрон с пулей SmK(H) и СССР - 14,5-мм патрон с пулей БС. В частности, на вооружении сухопутных войск и ВВС Германии состояли боеприпасы с твердосплавными сердечниками в калибрах 15×96 мм/MG 151, масса пули 0,052 кг; 20×138 мм/S-18/1100, 30×184 мм/MK-101, MK-103 и далее, включая калибр 50 мм H-Pzgr и более крупные калибры противотанковой артиллерии.
В послевоенное время, в 1960—1970-х годах в Швейцарии и ФРГ были разработаны и приняты на вооружение новые подкалиберные боеприпасы с твердосплавными сердечниками, в том числе малокалиберной артиллерии в калибрах 20×128 мм «Эрликон-Контравес» и 20×139 мм «Испано-Сюиза», выпускавшиеся по лицензии целым рядом стран. 
По мере накопления опыта их применения пришло также понимание недостатков металлокерамических сердечников, связанное, в первую очередь, с их склонностью к разрушению от изгибающих напряжений при взаимодействии с бронезащитой под большими углами от нормали. При увеличении угла взаимодействия с бронёй (от нормали) эффективность бронепробивного действия боеприпасов с металлокерамическим сердечником снижалась. Кроме того, такие боеприпасы показали заметное снижение эффективности при стрельбе по разнесённым и экранированным бронепреградам вследствие их разрушения в результате резкого снятия напряжений сжатия после пробития первой преграды - экрана. 
Во второй половине 1970-х годов благодаря успехам в технологии вольфрамовых сплавов, позволившим повысить их пластичность до 5—7 %, были разработаны подкалиберные боеприпасы нового поколения, активная часть которых выполнялась уже из тяжёлого сплава на основе вольфрама - W-Ni,Co или обеднённого урана - U-0,75 % Ti, обладавших определённым запасом пластичности. Новые выстрелы БПС с отделяемыми частями были лучше приспособлены для действия по бронецелям 1980—2000-х годов.

### Другие применения
Применяется при производстве сверхпрочных шариков для шариковых ручек размером 1 мм. Полировка этих шариков проводится в специальной машине на протяжении нескольких дней с использованием малого количества алмазной пасты.
Применяется для изготовления браслетов для дорогих швейцарских часов. Также карбид вольфрама приобрёл большую популярность при изготовлении ювелирных изделий — колец, кулонов — в которых его износостойкость позволяет гарантировать «вечный» блеск изделий.
Карбид вольфрама используется в виде подложки для платинового катализатора.
Также используется при изготовлении торцевых уплотнений валов механизмов, например в насосах, в случаях, когда контактирующая среда имеет высокую абразивность и/или вязкость.

## Токсичность
Карбид вольфрама химически инертен, поэтому изделия из него не представляют опасности для человека при нормальных условиях. Летальная доза карбида вольфрама для человека не определена.
Исследования, проведённые Дрезденским техническим университетом, Лейпцигским центром им. Гельмгольца по проблемам окружающей среды и Фраунгоферовским институтом керамических технологий и систем, показали, что нанопыль карбида вольфрама может проникать в клетки живых организмов. При этом собственно частицы вольфрама[прояснить] нетоксичны, однако при соединении с кобальтом в определённых концентрациях они могут представлять опасность для здоровья клеток. При долговременном регулярном поступлении пыли карбида вольфрама и кобальта в организм может возникать фиброз.